# Rasputín (Corto Maltés)
Rasputín es un personaje ficticio de la serie de historietas Corto Maltés, de Hugo Pratt. Apareció por primera vez en el primer número de la revista italiana Sgt. Kirk en 1967, en La balada del mar salado, antes de Corto Maltés, el protagonista principal de la serie, en la que Rasputín es uno de los personajes más recurrentes.

## Características
Basado en el monje ruso Grigori Rasputín. Su primera aparición cronologíca en la vida de Corto Maltés tiene lugar en La Juventud (1981), donde aparece como un desertor del ejército ruso durante la guerra contra el Imperio Japonés, aunque a medida que va conociendo a Corto Maltés, se va haciendo su amigo y se convierte en un aventurero, y deja esa faceta de homicida. Sus amigos suelen llamarlo Ras o Raspa. Rasputín es sarcástico, y a la vez simpático y antipático, lo que le hace un personaje entrañable. A pesar de que él y Corto no viajan ni trabajan juntos, siempre se han encontrado en el mismo camino, como en Volveremos a hablar de aquellos aventureros.

## Apariciones
- La balada del mar salado (1967)
- Corto Maltés: Volveremos a hablar de aquellos aventureros (1970)
- Corto Maltés en Siberia (1974)
- Corto Maltés: La casa dorada de Samarcanda (1980)
- Corto Maltés: La juventud (1981)
- Mû (1988)

- Datos: Q3930414